# 与野本町駅

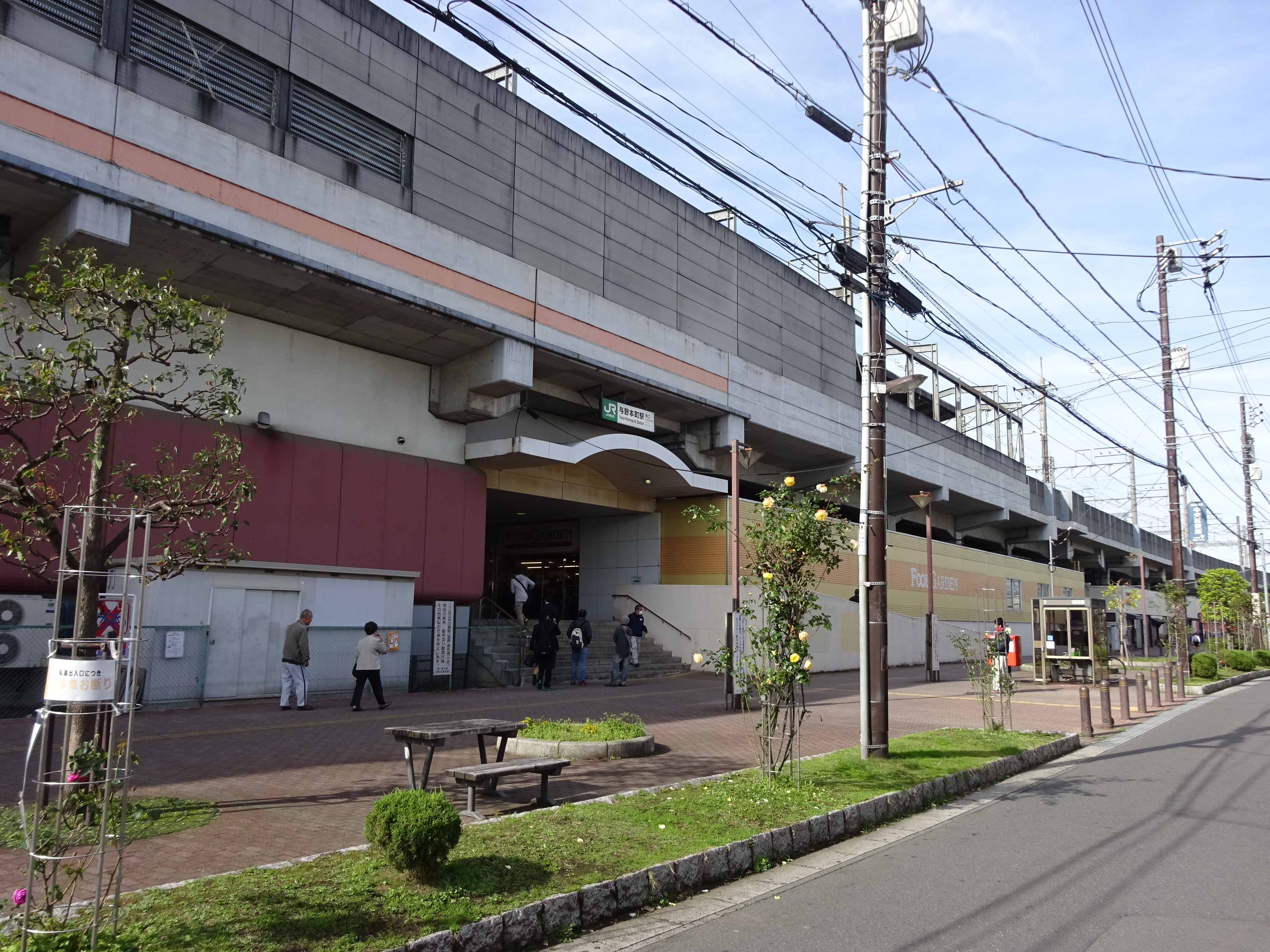
東口（2015年11月）

与野本町駅（よのほんまちえき）は、埼玉県さいたま市中央区本町東二丁目にある、東日本旅客鉄道（JR東日本）の駅である。駅番号はJA 24。
当駅に乗り入れている路線は、線路名称上は東北本線（支線）であるが、運転系統上は埼京線として案内される。

## 歴史
- 1985年（昭和60年）9月30日：開業[2]。
- 1987年（昭和62年）4月1日：国鉄分割民営化に伴い、東日本旅客鉄道（JR東日本）の駅となる[2]。
- 1989年（平成元年）3月8日：駅ビル「アルカード与野本町」がオープン[3]。
- 1991年（平成3年）11月15日：駅ビルを「ビーンズ与野本町」に改称[4]。
- 1993年（平成5年）8月31日：自動改札機を設置し、供用開始[5]。
- 2001年（平成13年）11月18日：ICカード「Suica」の利用が可能となる[広報 1]。
- 2015年（平成27年）4月10日：みどりの窓口の営業を終了。
- 2023年（令和5年）8月25日：キヨスクの営業を終了。

## 駅構造
島式ホーム1面2線を有する高架駅である。出口は東口と西口がある。
浦和西営業統括センター管理で、JR東日本ステーションサービスが業務を受託する業務委託駅である。ただし、お客さまサポートコールシステムが導入されており、早朝および一部の日中時間帯は遠隔対応のため改札係員は不在となる。また、指定席券売機、自動改札機、エレベーターが設置されている。

### のりば
| 番線 | 路線   | 方向 | 行先                                     |
| ---- | ------ | ---- | ---------------------------------------- |
| 1    | 埼京線 | 南行 | 池袋・新宿・大崎・りんかい線・相鉄線方面 |
| 1    | 埼京線 | 上り | 池袋・新宿・大崎・りんかい線・相鉄線方面 |
| 2    | 埼京線 | 北行 | 大宮・川越方面                           |
| 2    | 埼京線 | 下り | 大宮・川越方面                           |

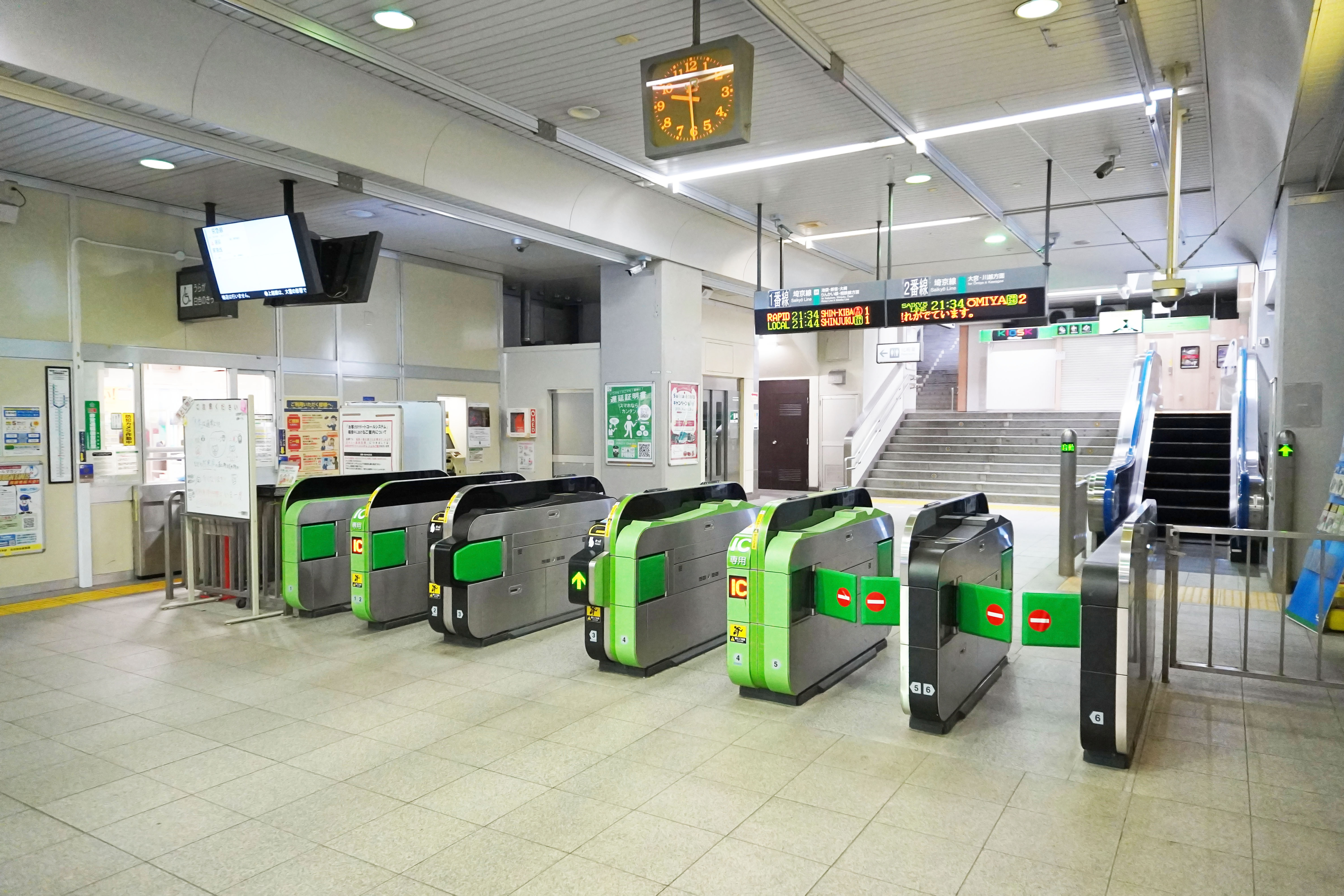
改札口（2023年1月）
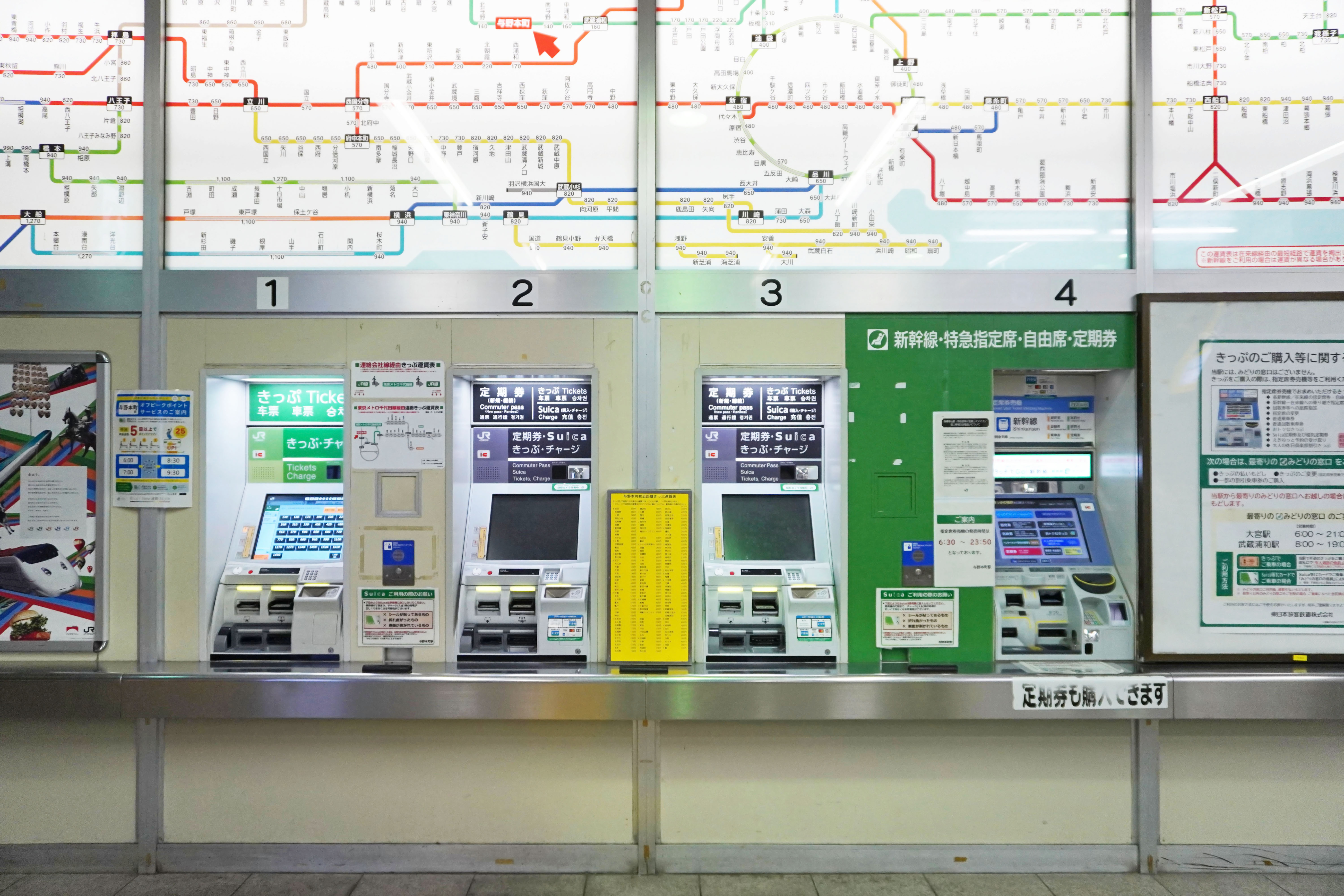
自動券売機（2023年1月）
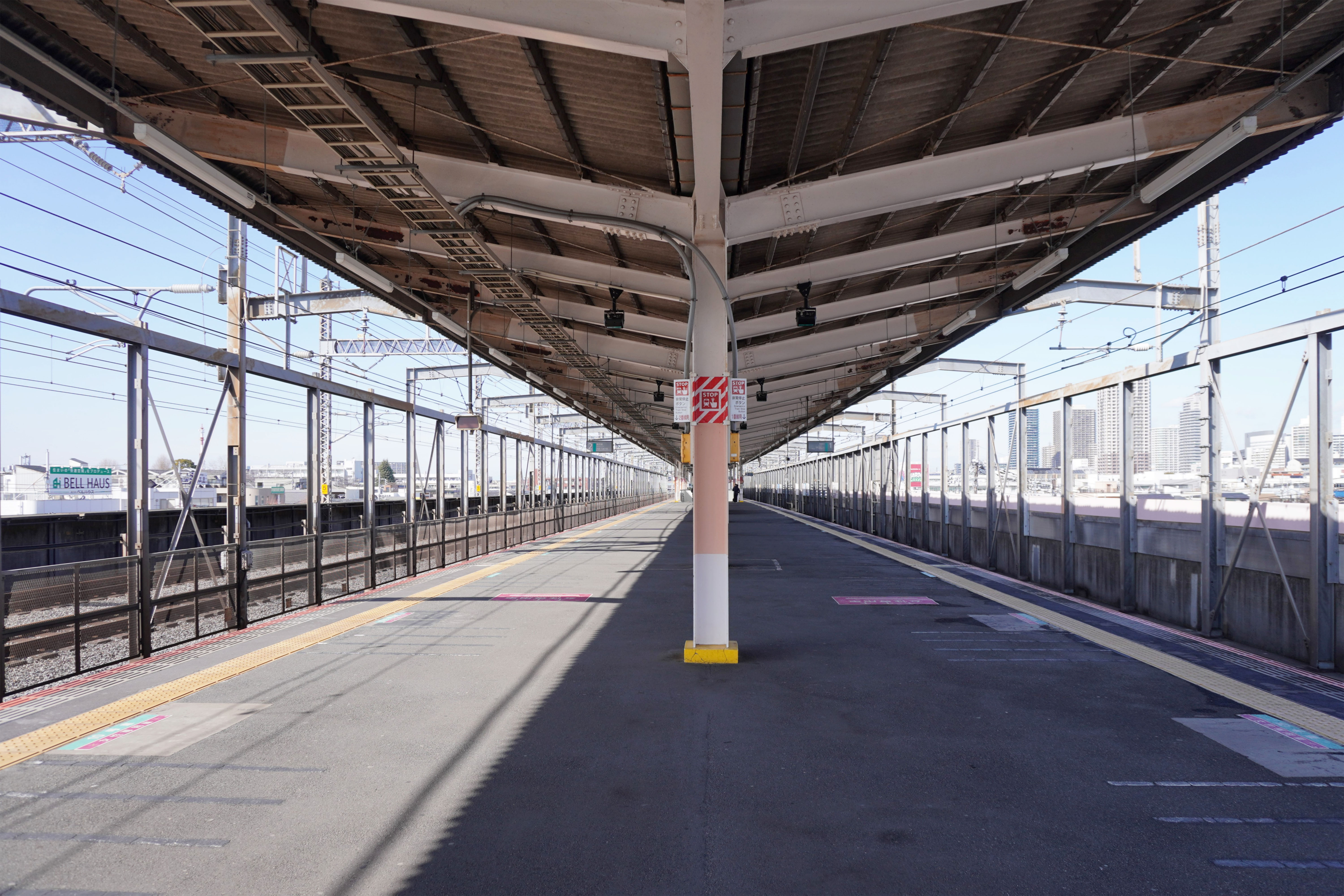
ホーム（2024年2月）

### ステーションカラー
埼京線北赤羽駅 - 北与野駅間の各駅には、駅ごとに異なる色が設定されている。当駅のカラーはフレッシュ（■）である。

## 利用状況
2023年度（令和5年度）の1日平均乗車人員は14,124人である。
JR東日本および埼玉県統計年鑑によると、開業以降の1日平均乗車人員の推移は以下の通り。
| 年度               | 1日平均 乗車人員 | 出典     |
| ------------------ | ---------------- | -------- |
| 1985年（昭和60年） | 3,820            |          |
| 1986年（昭和61年） | 6,192            |          |
| 1987年（昭和62年） | 7,391            |          |
| 1988年（昭和63年） | 8,799            |          |
| 1989年（平成元年） | 10,092           |          |
| 1990年（平成02年） | 11,140           |          |
| 1991年（平成03年） | 11,825           |          |
| 1992年（平成04年） | 12,063           |          |
| 1993年（平成05年） | 12,246           |          |
| 1994年（平成06年） | 12,334           |          |
| 1995年（平成07年） | 12,685           |          |
| 1996年（平成08年） | 13,253           |          |
| 1997年（平成09年） | 13,160           |          |
| 1998年（平成10年） | 13,229           |          |
| 1999年（平成11年） | 13,299           | [ * 1 ]  |
| 2000年（平成12年） | 13,282           | [ * 2 ]  |
| 2001年（平成13年） | 13,170           | [ * 3 ]  |
| 2002年（平成14年） | 13,362           | [ * 4 ]  |
| 2003年（平成15年） | 13,546           | [ * 5 ]  |
| 2004年（平成16年） | 13,635           | [ * 6 ]  |
| 2005年（平成17年） | 13,850           | [ * 7 ]  |
| 2006年（平成18年） | 14,041           | [ * 8 ]  |
| 2007年（平成19年） | 14,073           | [ * 9 ]  |
| 2008年（平成20年） | 14,053           | [ * 10 ] |
| 2009年（平成21年） | 13,878           | [ * 11 ] |
| 2010年（平成22年） | 13,791           | [ * 12 ] |
| 2011年（平成23年） | 13,884           | [ * 13 ] |
| 2012年（平成24年） | 14,219           | [ * 14 ] |
| 2013年（平成25年） | 14,559           | [ * 15 ] |
| 2014年（平成26年） | 14,497           | [ * 16 ] |
| 2015年（平成27年） | 14,869           | [ * 17 ] |
| 2016年（平成28年） | 15,062           | [ * 18 ] |
| 2017年（平成29年） | 15,205           | [ * 19 ] |
| 2018年（平成30年） | 15,479           | [ * 20 ] |
| 2019年（令和元年） | 15,556           | [ * 21 ] |
| 2020年（令和02年） | 11,877           | [ * 22 ] |
| 2021年（令和03年） | 12,842           |          |
| 2022年（令和04年） | 13,707           |          |
| 2023年（令和05年） | 14,124           |          |

備考
1. ↑  1985年9月30日開業。開業日から翌年3月31日までの183日間を集計したデータ。

## 駅周辺
さいたま市中央区役所をはじめとして、多くの行政・公共サービス機関が当駅周辺（特に北側）に置かれている。駅高架下に平屋建ての駅ビルや店舗（ジェイアール東日本都市開発が賃借）を擁するほかには、駅周辺に商店は少ない。東口前にはパチンコ店が2店舗立地するほかは住宅地が広がっている。当駅の東を鴻沼川が流れ、さらに約1.2キロメートル離れて与野駅がある。近年、旧与野市の商業の中心地区は、新しく開発されたさいたま新都心および北与野駅周辺へ移りつつあり、歴史的な与野宿に近い当駅周辺は主に住宅街となっている。
駅ビル
- ビーンズ与野本町ショッピングセンター - 南側（小売店・飲食店など）
  - フードガーデン与野本町駅店 - 北側

高架下店舗
- 南側 - さいたま市営与野本町駐輪場・立ち食いそば店・歯科・ビッグエコー・保育園・スーパーソフトボックスなど
- 北側 - 各種飲食店

東口
- さいたま市中央区役所（旧・与野市役所）
- さいたま市中央消防署
- 与野郵便局
  - ゆうちょ銀行 与野店
- さいたま市下落合プール（旧与野市民プール）・さいたま市立与野図書館・老人福祉センターいこい荘・与野体育館
- 下落合公民館
- さいたま市産業文化センター
- さいたま第2法務総合庁舎 - さいたま地方法務局・東京入国管理局さいたま出張所
- 武蔵野銀行 与野支店
- 与野中央公園・テニスコート
- 国道17号
- 京浜東北線 与野駅

西口
- 圓乘院
- 与野公園
- 埼玉県立与野高等学校
- 与野本町郵便局
- 埼玉縣信用金庫 与野支店
- JAさいたま 与野支店
- さいたま市立与野西中学校
- さいたま市立与野本町小学校・さいたま市与野郷土資料館（複合施設「いーよの」内）
- 与野本町コミュニティセンター
- 彩の国さいたま芸術劇場
- 本町通り・国道17号新大宮バイパス

## バス路線
「与野本町駅」停留所にて、国際興業バスが運行する路線バスが発着する。
- 与本04：白鍬電建住宅行き
- 与本05：陣屋方面（循環）

以前は、志木駅行き（国際興業）、北浦和駅行き／大宮駅行き（西武バス）などの路線も発着していた。

## 隣の駅
東日本旅客鉄道（JR東日本）
 埼京線
■通勤快速
通過
■快速・■各駅停車
南与野駅 (JA 23) - 与野本町駅 (JA 24) - 北与野駅 (JA 25)

### 記事本文
1. 1 2  “駅の情報（与野本町駅）：JR東日本”.   東日本旅客鉄道. 2024年5月5日閲覧。
2. 1 2  石野哲 編『停車場変遷大事典 国鉄・JR編 Ⅱ』（初版）JTB、1998年10月1日、422頁。ISBN 978-4-533-02980-6。
3. ↑  “「アルカード与野本町」開業 埼京線高架下利用の駅ビル”. 交通新聞 (交通新聞社):  p. 1. (1989年3月9日)
4. ↑  「JR年表」『JR気動車客車編成表 '92年版』ジェー・アール・アール、1992年7月1日、181頁。ISBN 4-88283-113-9。
5. ↑  「JR年表」『JR気動車客車編成表 '94年版』ジェー・アール・アール、1994年7月1日、186頁。ISBN 4-88283-115-5。
6. 1 2  “JR東日本：駅構内図・バリアフリー情報（与野本町駅）”.   東日本旅客鉄道. 2024年5月5日閲覧。

#### 広報資料・プレスリリースなど一次資料
1. ↑  “Suicaご利用可能エリアマップ（2001年11月18日当初）” (PDF).   東日本旅客鉄道. 2019年7月27日時点のオリジナルよりアーカイブ。2020年4月29日閲覧。

### 利用状況
1. ↑  埼玉県統計年鑑 - 埼玉県
2. ↑  さいたま市統計書 - さいたま市
3. ↑  “さいたま市／旧与野市統計書”. www.city.saitama.jp. 2020年5月20日閲覧。

JR東日本の2000年度以降の乗車人員
1. ↑  各駅の乗車人員（2000年度） - JR東日本
2. ↑  各駅の乗車人員（2001年度） - JR東日本
3. ↑  各駅の乗車人員（2002年度） - JR東日本
4. ↑  各駅の乗車人員（2003年度） - JR東日本
5. ↑  各駅の乗車人員（2004年度） - JR東日本
6. ↑  各駅の乗車人員（2005年度） - JR東日本
7. ↑  各駅の乗車人員（2006年度） - JR東日本
8. ↑  各駅の乗車人員（2007年度） - JR東日本
9. ↑  各駅の乗車人員（2008年度） - JR東日本
10. ↑  各駅の乗車人員（2009年度） - JR東日本
11. ↑  各駅の乗車人員（2010年度） - JR東日本
12. ↑  各駅の乗車人員（2011年度） - JR東日本
13. ↑  各駅の乗車人員（2012年度） - JR東日本
14. ↑  各駅の乗車人員（2013年度） - JR東日本
15. ↑  各駅の乗車人員（2014年度） - JR東日本
16. ↑  各駅の乗車人員（2015年度） - JR東日本
17. ↑  各駅の乗車人員（2016年度） - JR東日本
18. ↑  各駅の乗車人員（2017年度） - JR東日本
19. ↑  各駅の乗車人員（2018年度） - JR東日本
20. ↑  各駅の乗車人員（2019年度） - JR東日本
21. ↑  各駅の乗車人員（2020年度） - JR東日本
22. ↑  各駅の乗車人員（2021年度） - JR東日本
23. ↑  各駅の乗車人員（2022年度） - JR東日本
24. ↑  各駅の乗車人員（2023年度） - JR東日本

埼玉県統計年鑑
1. ↑  埼玉県統計年鑑（平成12年）
2. ↑  埼玉県統計年鑑（平成13年）
3. ↑  埼玉県統計年鑑（平成14年）
4. ↑  埼玉県統計年鑑（平成15年）
5. ↑  埼玉県統計年鑑（平成16年）
6. ↑  埼玉県統計年鑑（平成17年）
7. ↑  埼玉県統計年鑑（平成18年）
8. ↑  埼玉県統計年鑑（平成19年）
9. ↑  埼玉県統計年鑑（平成20年）
10. ↑  埼玉県統計年鑑（平成21年）
11. ↑  埼玉県統計年鑑（平成22年）
12. ↑  埼玉県統計年鑑（平成23年）
13. ↑  埼玉県統計年鑑（平成24年）
14. ↑  埼玉県統計年鑑（平成25年）
15. ↑  埼玉県統計年鑑（平成26年）
16. ↑  埼玉県統計年鑑（平成27年）
17. ↑  埼玉県統計年鑑（平成28年）
18. ↑  埼玉県統計年鑑（平成29年）
19. ↑  埼玉県統計年鑑（平成30年）
20. ↑  埼玉県統計年鑑（令和元年）
21. ↑  埼玉県統計年鑑（令和2年）
22. ↑  埼玉県統計年鑑（令和3年）